# Serapicos (Bragança)
Serapicos ist eine Gemeinde (Freguesia) im portugiesischen Kreis Bragança. In ihr leben 187 Einwohner (Stand 19. April 2021).